# Đưng KNớ
Đưng KNớ là một xã thuộc huyện Lạc Dương, tỉnh Lâm Đồng, Việt Nam.

## Địa lý
Xã Đưng KNớ có vị trí địa lý:
- Phía đông giáp xã Đạ Chais
- Phía tây giáp huyện Đam Rông và tỉnh Đắk Lắk
- Phía nam giáp xã Lát và huyện Đam Rông
- Phía bắc giáp tỉnh Đắk Lắk.

Xã Đưng KNớ có diện tích 196,19 km², dân số năm 2202 là 2.659 người, mật độ dân số đạt 13 người/km².

## Hành chính
Xã KNớ được chia thành 4 thôn: Đưng Trang, KNớ 1, KNớ 2, Lán Trang.

## Lịch sử
Ngày 24 tháng 8 năm 1999, Chính phủ ban hành Nghị định số 79/1999/NĐ-CP về việc thành lập xã Đưng K'Nớ trên cơ sở 16.500 ha diện tích tự nhiên và 1.146 nhân khẩu của xã Đạ Long.